# Municipio de Ross (Minnesota)
El municipio de Ross (en inglés: Ross Township) es un municipio ubicado en el condado de Roseau en el estado estadounidense de Minnesota. En el año 2010 tenía una población de 429 habitantes y una densidad poblacional de 4,64 personas por km².

## Geografía
El municipio de Ross se encuentra ubicado en las coordenadas 48°50′53″N 95°56′32″O / 48.84806, -95.94222. Según la Oficina del Censo de los Estados Unidos, el municipio tiene una superficie total de 92.45 km², de la cual 92,45 km² corresponden a tierra firme y (0 %) 0 km² es agua.

## Demografía
Según el censo de 2010, había 429 personas residiendo en el municipio de Ross. La densidad de población era de 4,64 hab./km². De los 429 habitantes, el municipio de Ross estaba compuesto por el 96,97 % blancos, el 0,47 % eran amerindios, el 0,93 % eran asiáticos, el 0,47 % eran isleños del Pacífico, el 0,23 % eran de otras razas y el 0,93 % eran de una mezcla de razas. Del total de la población el 1,4 % eran hispanos o latinos de cualquier raza.